# Banksia ser. Spicigerae
Banksia ser. Spicigerae es una serie del género Banksia.  Se compone de  siete especies  que tienen  inflorescencias cilíndricas. Estas varían en forma de pequeños arbustos a altos árboles. Las hojas crecen con diversas formas.

## Especies
- Banksia spinulosa
- Banksia ericifolia
- Banksia verticillata
- Banksia seminuda
- Banksia littoralis
- Banksia occidentalis
- Banksia brownii